# Carex michauxiana
Espèce
Classification phylogénétique
Carex michauxiana est une espèce de plantes du genre Carex et de la famille des Cyperaceae.